# Dominic Adiyiah
Dominic Adiyiah, né le 29 novembre 1989, est un footballeur ghanéen qui évolue au poste d'attaquant.

## Biographie

### En club
Dominic commence sa carrière au Ghana dans le club formateur de Feyenoord Academy où il commence très tôt le football.
Le 31 octobre 2009, il signe un contrat en faveur du Milan AC pour un montant estimé à 1,7 million d'euros qui prendra effet en janvier 2010. Pour la saison 2010-2011, Dominic est prêté a la Reggina Calcio club de Serie B.
Le 31 janvier 2011, Dominic est prêté au Partizan avec option d'achat.

### En équipe nationale
Début 2009, avec les moins de 20 ans ghanéens, il remporte la coupe d'Afrique des nations junior, puis en octobre la coupe du monde de football des moins de 20 en terminant meilleur joueur et meilleur buteur de la compétition avec huit buts.
Il connait sa première désillusion en coupe du monde lors du mondial 2010 face à l'Uruguay, lorsqu'il rate son penalty lors de la séance de tirs au but, ayant pour résultat l'élimination de son pays.

## Palmarès

### Personnel
- Ballon d'or (meilleur joueur) de la coupe du monde des - 20 ans.

- Soulier d'or (meilleur buteur) de la coupe du monde des - 20 ans.

- Meilleur espoir des Glo-Caf Awards 2009

### En Équipe Nationale du Ghana
- 2009 : Vainqueur de la CAN Junior.

- 2009 : Coupe du monde des - 20 ans.